# Calvari d'Amposta
El Calvari d'Amposta és una obra d'Amposta inclosa a l'Inventari del Patrimoni Arquitectònic de Catalunya.

## Descripció
Via Crucis d'Amposta. Recinte envoltat per un mur de pedra emblanquinat amb pilars que sostenen les tanques. A l'interior hi ha una estructura quadrada amb obertures d'arc de mig punt a cada banda, amb seients a l'interior, recoberta amb rajola vidriada de colors. Al costat hi ha un pou amb vidriat de colors a l'exterior. El Via Crucis es troba a la part esquerra, format per unes columnes de base quadrada i capitell troncocònic al damunt del qual s'assenta un grup escultòric que representa les escenes de la vida, passió i mort de Jesús, amb la creu al centre com a element comú.

## Història
Via Crucis d'Amposta, recinte envoltat per un mur de pedra emblanquinat, amb pilars que sostenen les reixes. A l'interior hi ha una estructura quadrada amb obertures d'arc de mig punt a cada banda, amb seients a l'interior recoberta amb rajola vidriada de colors. Al costat hi ha un pou amb vidriat de colors a l'exterior.
El via Crucis està a la part esquerra, format per unes columnes de base quadrada i capitell troncocònic al damunt del qual s'assenta un grup escultòric que representa les escenes de la vida, passió i mort de Jesús, i al centre hi ha la creu com a element comú.